# Burgstelle Alt-Rohr
Die Burgstelle Alt-Rohr ist eine abgegangene mittelalterliche Sumpfburg  im heutigen Areal des Flughafens Zürich in der Schweiz, die auch als Schloss Rohr bezeichnet wurde.

## Lage
Die Wasserburg lag knapp zwei Kilometer östlich von Rümlang am Rande eines Sumpfgebietes nahe der Glatt. Das Wasser des Burggrabens stammte teils aus der Glatt, teils aus einem Bach, der am Holberg bei Kloten entsprang.
Die Burgstelle liegt auf dem Flughafengelände in der Gemeinde Kloten. Sie liegt im Bereich der in den 1970er-Jahren gebauten Hauptwache der Flughafenfeuerwehr und ist somit für die Öffentlichkeit nicht mehr zugänglich. Die nächste zugängliche Stelle ist das Tor 130, das etwa 200 m von der Burgstelle entfernt liegt. Der Wanderweg entlang der Glatt führt etwa in 300 m Entfernung an der Burgstelle vorbei.

## Geschichte
Es ist nicht bekannt, wann die Burg entstanden ist. Sie diente ab dem 13. Jh. den Herren von Rümlang als Stammsitz. Im Jahre 1257 wird ein Ritter Rudolf von Rümlang erwähnt, die Burg selbst tritt erstmals 1291 in einer Urkunde in Erscheinung. Die Rümlanger waren Gefolgsleute der Habsburger und kämpften auf deren Seite in der Schlacht am Morgarten, in der Schlacht bei Näfels und im Sempacherkrieg. Im Rahmen der Kriegshandlungen wurde die Burg 1552 und 1386 zerstört. Bereits 1366 hatten die Rümlanger eine Hälfte der Burg an den Zürcher Berchthold Merz verkauft, die andere Hälfte verkauften sie 1399 an die Meier von Baden. Die Rümlanger nahmen Wohnsitz in Jestetten und verkauften die Güter bei Rümlang an die Stadt Zürich.
Während des Alten Zürichkriegs wurde die Burg 1443 abermals von Schwyzer-Truppen zerstört. Die Ruine kam 1465 nochmals in den Besitz der Rümlanger, bevor sie der 1472 vom Ritter Heinrich Göldi erworben wurde. Dieser ersetzte die Burg durch einen Jagdsitz, wobei Reste des Burgmauerwerks verwendet wurden. Göldi besass das Schloss bis 1527, dann folgten mehrere Handänderungen. Zuerst ging es an Hans Klinger von Embrach, dann 1532 an Landvogt Lavater zu Kyburg, später an Philipp Klee, dann an Konrad Zwick von Konstanz, dann an die Familie von Waldkirch und 1667 an Hans Elsinger von Oberhasli. Die Anlage blieb danach im Besitz von Landwirten.
Der letzte Inhaber war Jakob Meier, der das dem Verfall preisgegebene Haus im März 1892 abbrechen liess. Der Burghügel mit Wall und Graben blieb vorläufig bestehen und wurde 1959 saniert, musste aber 1971 im Rahmen einer Flughafenerweiterung abgetragen werden.

## Bauwerk
Die Burg stand auf einem künstlich aufgeworfenem Lehmhügel, der von einem Wassergraben und einem Ringwall umgeben war. Der Hügel drohte immer wieder abzurutschen und musste künstlich befestigt werden. Im 13. Jh. stand ein Turm oder ein festes Wohnhaus auf dem Hügel, das von einer Ringmauer umgeben war. Das Tor befand sich im Südosten.
Das im 15. Jh. an Stelle der Burg errichtete Landhaus mass 16,8 × 15 Meter. Auf der Ostseite war ein Ökonomiegebäude angebaut. Weiter gab es eine 1486 geweihte Kapelle.